# Transancistrus
Genre
Transancistrus est un genre de poissons-chats de la famille des Loricariidae.

## Liste d'espèces
Selon Catalogue of Life (7 juillet 2019) :
- Transancistrus aequinoctialis (Pellegrin, 1909)
- Transancistrus santarosensis (Tan & Armbruster, 2012)